# 이슬라데파스쿠아 (코무나)
이슬라데파스쿠아(스페인어: Isla de Pascua)은 칠레 발파라이소 주 이슬라데파스쿠아 현을 구성하는 1개의 코무나로 이스터 섬에 위치한다. 현도는 항가로아이며 면적은 163.6km2, 인구는 5,761명(2012년 기준), 인구 밀도는 35.21명/km2이다.